# Liste de salons aéronautiques

## Liste de salons aéronautiques
| Salon                                      | Code  | Périodicité | Mois      | Ville                      | Pays                | Création |
| ------------------------------------------ | ----- | ----------- | --------- | -------------------------- | ------------------- | -------- |
| Internationale Luftfahrtausstellung Berlin | ILA   | biannuel    | mai       | Berlin-Brandebourg         | Allemagne           | 1909     |
| Salon du Bourget                           | SIAE  | biannuel    | juin      | Paris-Le Bourget           | France              | 1909     |
| Farnborough International Airshow          | FIA   | biannuel    | juillet   | Farnborough                | Royaume-Uni         | 1948     |
| Japan Aerospace                            |       | triannuel   | novembre  | Tokyo                      | Japon               | 1966     |
| Royal International Air Tattoo             | RIAS  | biannuel    | juillet   | RAF Fairford               | Royaume-Uni         | 1971     |
| Salon aérospatial africain                 | AAD   | biannuel    | novembre  | Durban-King Shaka          | Afrique du Sud      | 1975     |
| Salon aérospatial asiatique                | AA    | biannuel    | février   | Hong Kong                  | Hong Kong           | 1981     |
| Airexpo                                    |       | annuel      | mai       | Aérodrome de Muret - Lherm | France              | 1987     |
| Australian International Airshow           |       | annuel      | mars      | Melbourne-Avalon           | Australie           | 1988     |
| Dubai Air Show                             |       | biannuel    | octobre   | Dubaï                      | Émirats arabes unis | 1989     |
| Salon international aérospatial de Moscou  | MAKS  | biannuel    | août      | Moscou-Joukovski           | Russie              | 1992     |
| Airshow China                              |       | annuel      | septembre | Zhuhai-Jinwan              | Chine               | 1996     |
| Aero India                                 |       | biannuel    | février   | Yelahanka                  | Inde                | 1996     |
| Salon européen de l'aviation d'affaires    | EBACE | annuel      | mai       | Genève-Cointrin            | Suisse              | 2001     |
| Singapore Airshow                          |       | biannuel    | février   | Changi                     | Singapour           | 2008     |
| Marrakech Air Show                         | MAS   | biannuel    | octobre   | Marrakech                  | Maroc               | 2008     |
| France Air Expo                            | FAE   | annuel      | juin      | Lyon                       | France              | 2007     |
| Saudi International Airshow                |       | biannuel    | février   | Riyad                      | Arabie saoudite     | 2019     |
| IPS’AIR                                    |       | annuel      | février   | Ivry-sur-Seine             | France              | 2020     |